# موسى كامارا (مدافع)
موسى كامارا هو لاعب كرة قدم غيني سابق لعب كمدافع. لعب مع منتخب غينيا في كأس الأمم الإفريقية 1980 ، حيث سجل هدفاً واحداً في ثلاث مباريات وتم ضمه إلى تشكيلة البطولة.  

## مسيرته الدولية
سجل كامارا هدفا في المباراة الافتتاحية لغينيا في دور المجموعات في كأس الأمم الإفريقية 1980، تعادل 1–1 ضد المغرب في 9 مارس 1980. شارك في "سيلي ناشيونال"بعد مباراتين في المسابقة.

## الإنجازات
فردياً
- كأس الأمم الإفريقية فريق البطولة: 1980[5]